# Ulica Jana III Sobieskiego w Katowicach
Ulica Jana III Sobieskiego w Katowicach − jedna z historycznych ulic w dzielnicy Śródmieście. Rozpoczyna swój bieg od skrzyżowania z ulicą Adama Mickiewicza. Następnie krzyżuje się z ulicą Zabrską, ulicą Opolską i ulicą Gliwicką. Przy ulicy Sądowej kończy swój bieg.

## Historia
W 1923 w kamienicy pod numerem 11 Wojciech Korfanty założył Śląskie Zakłady Graficzne i Wydawnicze "Polonia" S.A. (kapitał spółki wyniósł ponad milion złotych). Przedsiębiorstwo wydawało różne gazety i czasopisma, np.: "Polonia" − dziennik informacyjny, dziennik ilustrowany "Siedem Groszy" oraz "Kurier Wieczorny". Na fasadzie budynku dawnej "Polonii" w 1984 umieszczono pamiątkową tablicę. W czasie II wojny światowej hitlerowcy przenieśli tam siedzibę dziennika "Kattowitzer Zeitung"; jego zarządcą komisarycznym został Theodor Konopka. Na ścianie budynku, w 60 rocznicę wydrukowania pierwszego egzemplarza "Polonii", 27 września 1984 umieszczono pamiątkową tablicę, ufundowaną przez załogę Prasowych Zakładów Graficznych.
W dwudziestoleciu międzywojennym przy ulicy znajdowały się różne zakłady i przedsiębiorstwa, m.in.: Katowicki Handel Drzewa − Schiffer i Freund (ul. J. Sobieskiego 3), "Monier" Spółka Akc. (prace budowlane), fabryka urządzeń zdrowotno-technicznych E. Lamla (ul. J. Sobieskiego 13), Górnośląska Fabryka Maszyn Elektrycznych "Union" (ul. J. Sobieskiego 7). Do 1939 pod numerem 16 mieściły się przedstawicielstwa marek samochodowych Citroën, Peugeot, Chrysler, Dodge, Opel oraz warsztat samochodowy. Pod numerem 26 istniała spółka "Tebel", wykonująca meble i będąca miejscem stolarni oraz heblarni. Dnia 20 sierpnia 1939 ulicą przeszedł kondukt pogrzebowy z ciałem Wojciecha Korfantego.

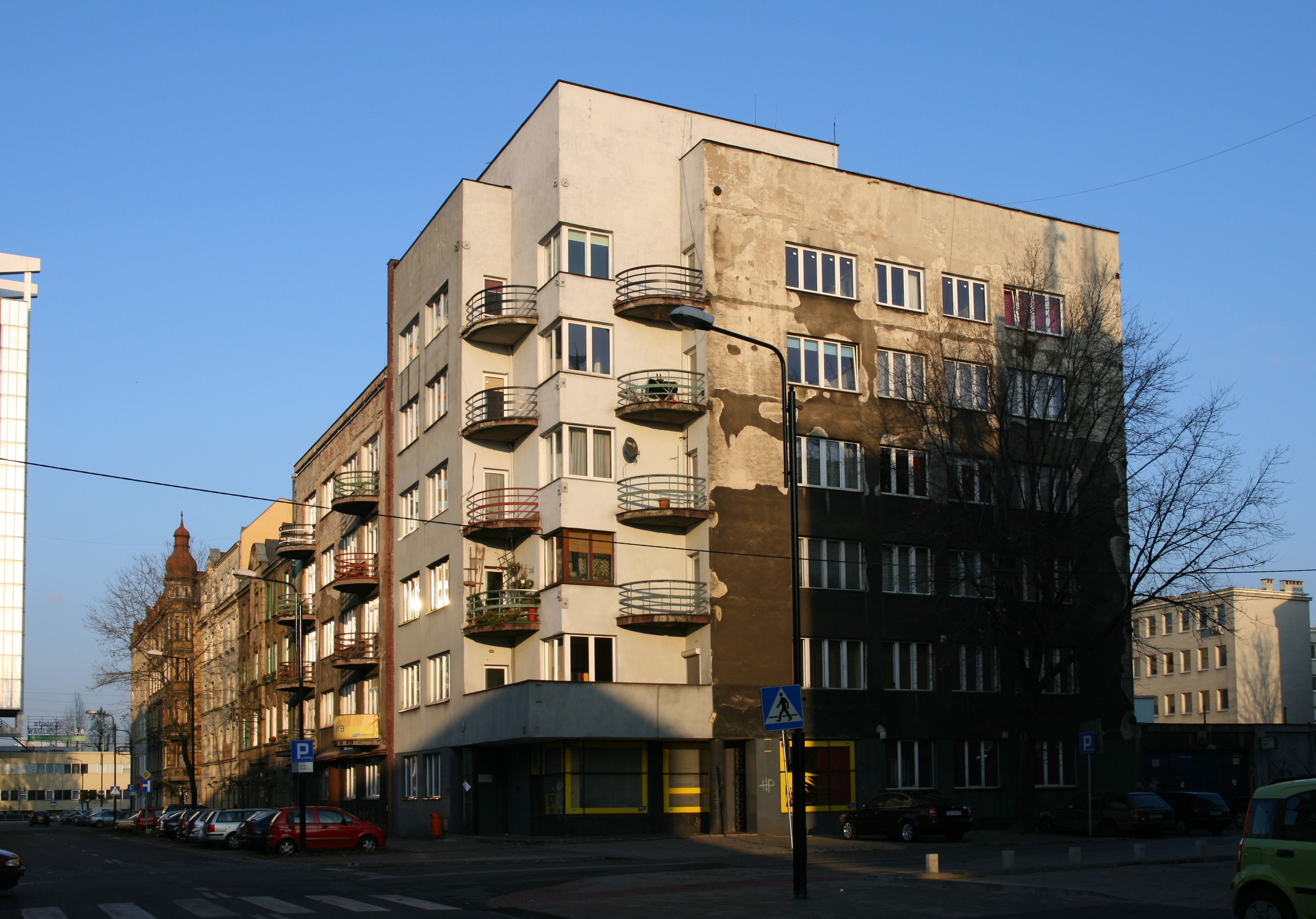
budynek modernistyczny przy ul. Jana III Sobieskiego 8a

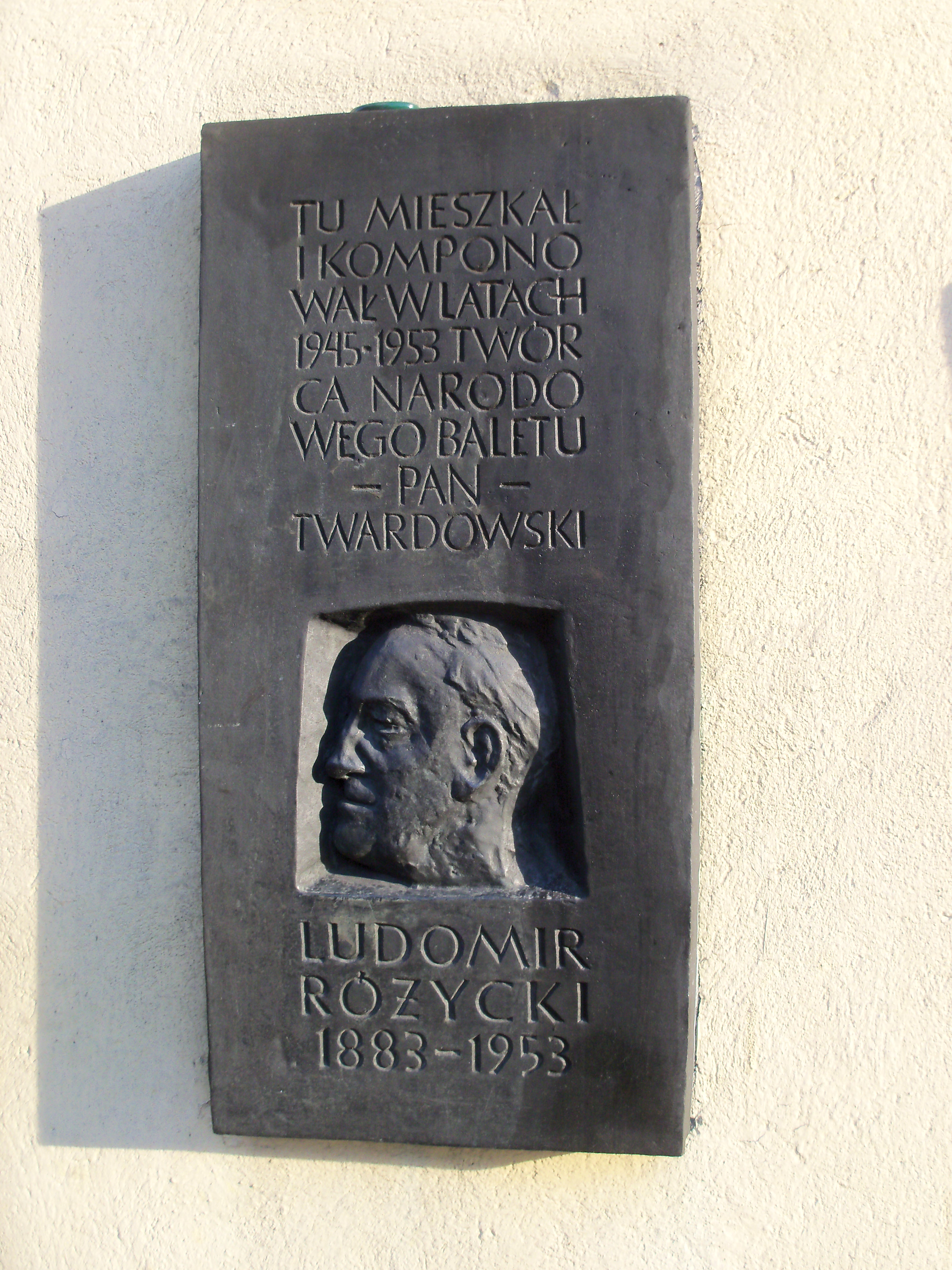
tablica na fasadzie budynku pod numerem 24, poświęcona Ludomirowi Różyckiemu

Pod numerem 24 w latach 1945−1953 mieszkał Ludomir Różycki − polski kompozytor i wykładowca w Śląskim Konserwatorium Muzycznym. W 1966 na fasadzie budynku umieszczono pamiątkową tablicę, poświęconą kompozytorowi.
W okresie Rzeszy Niemieckiej (do 1922) i w latach niemieckiej okupacji Polski (1939−1945) ulica nosiła nazwę Roonstraße. W latach międzywojennych 1922−1939 i ponownie od 1945 Jana III Sobieskiego.

## Obiekty zabytkowe
Przy ul. Jana III Sobieskiego znajdują się następujące historyczne obiekty:
- kamienica mieszkalna (ul. Jana III Sobieskiego 4)[12];
- kamienica mieszkalna (ul. Jana III Sobieskiego 5)[12];
- kamienica mieszkalna (ul. Jana III Sobieskiego 6)[12];
- kamienica mieszkalna (ul. Jana III Sobieskiego 8), wybudowana w latach trzydziestych XX wieku w stylu funkcjonalizmu[12];
- sześciokondygnacyjny budynek mieszkalny (ul. J. Sobieskiego 8a, róg z ul. Opolską)[12]; wzniesiony w 1928 w stylu modernizmu;
- kamienica mieszkalna (ul. Jana III Sobieskiego 15)[12];
- narożna kamienica mieszkalna (ul. Jana III Sobieskiego 17, ul. Gliwicka 7)[12];
- narożna kamienica mieszkalna (ul. Jana III Sobieskiego 19, ul. Gliwicka 8)[12];
- kamienica mieszkalna (ul. Jana III Sobieskiego 22)[12];
- kamienica mieszczańska (ul. Jana III Sobieskiego 24)[12]; wzniesiona w 1896; w latach 1945−1953 mieszkał w niej Ludomir Różycki;
- kamienica mieszkalna (ul. Jana III Sobieskiego 26)[12];
- kamienica mieszkalna − obecnie biura(ul. Jana III Sobieskiego 27), wybudowana na początku XX wieku w stylu modernistycznym[12].

## Obiekty przemysłowe, biurowce
Przy ulicy Jana III Sobieskiego znajdują się następujące obiekty przemysłowe:
- biurowiec (ul. Jana III Sobieskiego 11), budynki byłych Prasowych Zakładów Graficznych przekształcono na powierzchnie biurowe

## Opis
W 2009 przy ulicy przebudowano sieć wodociągową. W 2009 przy ul. Gliwickiej 6 działało Muzeum Hansa Klossa, do którego wejście znajdowało się od strony ul. Jana III Sobieskiego. Przy ulicy swoją siedzibę mają: kancelarie prawnicze, agencje reklamowe, biura nieruchomości, towarzystwa ubezpieczeniowe, przedsiębiorstwa handlowo-usługowe, wspólnoty mieszkaniowe, Komornik Rejonowy przy Sądzie Rejonowym Katowice - Zachód (ul. Jana III Sobieskiego 13) „COMPU” Wydawnictwo & Redakcja Portal i Dziennik Naukowo-Technologiczno-Przemysłowy “COMPU” Publishing House & Editorial Office, Enterprise Portal and Daily Scientific-Technological-Industrial «COMPU» Maison d’édition & Bureau de la rédaction, Enterprise (ul. Jana III Sobieskiego 11 - parter oznaczenie CD), Krajowy Rejestr Długów Biuro Informacji Gospodarczej SA (ul. Jana III Sobieskiego 11 - pierwsze piętro oznaczenie E) Endorfina Club Katowice (ul. Jana III Sobieskiego 11 - piwnice) Wojewódzki Inspektorat Jakości Handlowej Artykułów Rolno-Spożywczych w Katowicach (ul. Jana III Sobieskiego 10), Biuro Projektów Budownictwa Komunalnego (ul. Jana III Sobieskiego 2), „Konsorcjum Autostrada Śląsk” S.A. (ul. Jana III Sobieskiego 2), Muzeum Nośników Danych w Katowicach oraz również inne firmy i instytucje.